# Виктория (стадион, Гибралтар)
«Виктория» (англ. Victoria Stadium) — многофункциональный стадион в британской заморской территории Гибралтаре. Вместимость — 5000 сидячих мест. Является одним из двух стадионов в Гибралтаре. Право собственности перешло к Gibraltar Football Association в апреле 2017 года, после чего началось постепенное улучшение инфраструктуры
Находится на проспекте Уинстона Черчилля, практически примыкая к территории аэропорта Гибралтара.

## История
Стадион Виктория был построен у подножия скалы Гибралтара, рядом с аэропортом Гибралтара в Северном округе. Впервые стадион был открыт в 1926 году, как военно-спортивная площадка. В 1970 году стадион был перестроен инженерами в качестве спортивной площадки для использования как вооруженными силами, так и гражданским населением Гибралтара. В 2018 году стадион принял 3 игры Лиги наций со сборными Македонии, Лихтенштейна (выиграли) и Армении. В Лиге Наций 2020—2021 принял тоже 2 игры со сборными Сан-Марино и Лихтенштейном. Также сборная Гибралтара играла на этом стадионе очень много матчей квалификаций на Чемпионат Мира и Евро
В 2021 году Линкольн вышел в новый еврокубок Лигу Конференций. Стадион принял 3 команды: Копенгаген, ПАОК и Слован Братислава. Все игры закончились поражениями для Гибралтарского клуба.

### Лига наций 2018
| Дата                        | Противник   | Счет |
| --------------------------- | ----------- | ---- |
| 6 сентября 2018 23:45 UTC+2 | Македония   | 0:2  |
| 16 октября 2018 23:45 UTC+2 | Лихтенштейн | 2:1  |
| 17 ноября 2018 00:45 UTC+2  | Армения     | 2:6  |

Итог: невыход из группы 4 с 6 очками (2 победы и 4 поражения).